# Comythovalgus unicolor
Comythovalgus unicolor är en skalbaggsart som beskrevs av Hermann Julius Kolbe 1897. Comythovalgus unicolor ingår i släktet Comythovalgus och familjen Cetoniidae. Inga underarter finns listade i Catalogue of Life.